# Aisne
Aisne là một tỉnh của Pháp, thuộc vùng hành chính Hauts-de-France, bao gồm 5 quận với các quận lỵ còn lại là: Château-Thierry, Saint-Quentin, Soissons, Vervins.

## Địa lý
Tỉnh Aisne được bao quanh bởi các tỉnh của Pháp là Nord, Somme, Oise, Ardennes và Seine-et-Marne và có biên giới Bỉ ở phía đông bắc. Sông Aisne vượt qua khu vực từ đông sang tây, nơi nó nối sông Oise. Marne là một phần của ranh giới phía Nam của bộ với Sở Seine-et-Marne. Phần phía nam của vùng là khu vực địa lý gọi là Brie poilleuse, là một cao nguyên khô hơn nổi tiếng với các sản phẩm sữa và phô mai Brie.
Theo điều tra dân số năm 2003, diện tích rừng của tỉnh là 123.392 ha, chiếm 16,6% diện tích của đô thị trung bình là 27,4%.
Phong cảnh bị chi phối bởi khối lượng đá thường có sườn dốc. Những tảng đá này xuất hiện khắp vùng, nhưng những ví dụ ấn tượng nhất là ở Laon và sườn núi Chemin des Dames.
Các thành phố chính ở Aisne là:
- Laon, dân số 26.000 (tỉnh lỵ)
- Saint-Quentin, dân số 60.000 người
- Soissons, dân số 30.000 người
- Château-Thierry, 15.000 người
- Tergnier, dân số 15.000
- Condren
- Chauny
- Hirson
- Villers-Cotterêts
- La Fère
- Vervins
- Guise